# راکون کورپوریشن
راکون کورپوریشن (انگلیسی: Rakon Corporation) شرکت الکترونیک نیوزیلندی است، که در سال ۱۹۶۷ تأسیس شد.